# ریمون بلو
ریمون بلو (فرانسوی: Raymond Bellot‎; ۹ ژوئن ۱۹۲۹ – ۲۴ فوریهٔ ۲۰۱۹) بازیکن فوتبال اهل فرانسه بود.
از باشگاه‌هایی که در آن بازی کرده‌است می‌توان به باشگاه فوتبال موناکو و باشگاه فوتبال تولوز اشاره کرد.
وی همچنین در تیم ملی فوتبال فرانسه بازی کرده‌است.